# Сейо Калач
Сийд „Сейо“ Калач е поп-фолк певец, популярен в бивша Югославия.
Брат е на Цаки Калач, който е също известен певец. В началото на професионалната си кариера е свирил на акордеон в група, наречена „Паукова мрежа“, преди да сключи договор за соло запис с лейбъла PGR-RTB (по-късно наречен PGP-RTS). Групата свири в цяла тогавашна Югославия на места като ресторанти, хотели и дискотеки.
Първият му самостоятелен албум „Ulica jorgovana“ (1991), е записан в Белград, Сърбия, а вторият му „Poletimo poletimo“ (1994) – в Мюнхен, Германия. Записът на третия му албум, „Alipašin izvor“ (1999), започва през 1995 г. в Любляна, Словения, но е спрян до 1998 г. След това записва песен, озаглавена Biščanka и я прави премиерно на популярен музикален фестивал в Дървар, Босна и Херцеговина.
Калач е записал дуети със сръбската певица Стоя (римейк на песента му от 2000 г. „Tika tak“) и босненската певица Шемса Сулякович („Lažu te“; за първи път е включена в нейния албум от 2000 г. Ne vjerujem nikom više, по-късно преиздадена в неговия албум през 2003 г. Вода, въздух, свобода). И двата дуета постигнаха големи успехи. Калач записва и песен със сръбската певица Яна, наречена „Sunce sjalo“ за албума ѝ „Malo magije“ (2005).
Калач живее в Офенбах, Германия и притежава сръбски и хърватски паспорти. Много далечен роднина е на певеца и риалити звездата Мухедин "Чупо" Калач. На самия Сейо му беше предложено да участва в сръбските риалити предавания Парови (Двойки) и Велики брат (местна продукция на Big Brother), но той отхвърли тези две възможности заявявайки, че не иска да участва в подобни циркове.

## Дискография
- Шта су жене питај друже мој (1991)
- Полетимо (1997)
- Алипашин извор (1999)
- Бишћанка (2000)
- Два живота (2001)
- Баш ти (2002)
- Градски момак (2003)
- Ала, ала (2004)
- Гост (2007)
- Дође то из душе (2009)